# Преторија
Преторија (енгл. Pretoria) или Чване је град који се налази у северном делу покрајине Гаутенг, Јужноафричка Република. Он је један од три главна града Јужноафричке Републике који има извршну власт, остали су Кејптаун (законодавну) и Блумфонтејн (судску). Преторија је и административни центар јужноафричке провинције Гаутенг и део метрополитанског града Чване (агломерација од 21 града) у ком живи 2.345.908 становника.
Њено оригинално име било је Pretoria Philadelphia („Преториа братске љубави”). Преторију у Јужној Африци зову Град јакаранди, због бројних дрвореда са тропским зимзеленим дрветом јакаранда.

## Географија
Преторија је прелазна област између Хајвелда и Бушвелда, око 50 km северно од Јоханезбурга на северо-истоку ЈАР. Налази се у топлој, добро заштићеној, плодној долини, окружена брдима из магалијског брега, 1.370 м изнад нивоа мора. Покрива површину од око 1644 km².

## Историја
Данашњи град је основао Мартинус Весел Преторијус 1855. године и назвао га по свом оцу Андрису Преторијусу, оснивачу Јужноафричке Републике. Преторија је 14. октобра 1931. званично добила статус града. Преторија је раније имала веома лошу репутацију као „главни град Апартхејда у Јужноафричкој Републици". Међутим, Преторијина политичка репутација се мења са инаугурацијом Нелсона Манделе као првог црног председника Јужноафричке Републике у Унион Згради у истм граду. Међутим, име Преторија још увек има негативну конотацију код неких Јужноафриканаца, и зато је предложена промена имена у Тшване (енгл. Tshwane). Та предложена промена је спорна код већине становника града.

### Клима
Град има суптропску климу са дугим, врућим летима и кратким хладним зимама. Просечна годишња температура је 18,74 °C. Њена надморска висина је у просеку 1340 m. Снег је изузетно редак догађај, који се јавља једном или два пута у веку.
| Клима Преторије (1961–1990. екстреми 1951–1990)   | Клима Преторије (1961–1990. екстреми 1951–1990) | Клима Преторије (1961–1990. екстреми 1951–1990) | Клима Преторије (1961–1990. екстреми 1951–1990) | Клима Преторије (1961–1990. екстреми 1951–1990) | Клима Преторије (1961–1990. екстреми 1951–1990) | Клима Преторије (1961–1990. екстреми 1951–1990) | Клима Преторије (1961–1990. екстреми 1951–1990) | Клима Преторије (1961–1990. екстреми 1951–1990) | Клима Преторије (1961–1990. екстреми 1951–1990) | Клима Преторије (1961–1990. екстреми 1951–1990) | Клима Преторије (1961–1990. екстреми 1951–1990) | Клима Преторије (1961–1990. екстреми 1951–1990) | Клима Преторије (1961–1990. екстреми 1951–1990) |
| Показатељ \ Месец                                 | .Јан.                                           | .Феб.                                           | .Мар.                                           | .Апр.                                           | .Мај.                                           | .Јун.                                           | .Јул.                                           | .Авг.                                           | .Сеп.                                           | .Окт.                                           | .Нов.                                           | .Дец.                                           | .Год.                                           |
| ------------------------------------------------- | ----------------------------------------------- | ----------------------------------------------- | ----------------------------------------------- | ----------------------------------------------- | ----------------------------------------------- | ----------------------------------------------- | ----------------------------------------------- | ----------------------------------------------- | ----------------------------------------------- | ----------------------------------------------- | ----------------------------------------------- | ----------------------------------------------- | ----------------------------------------------- |
| Апсолутни максимум, °C (°F)                       | 36,2 (97,2)                                     | 36,3 (97,3)                                     | 35,0 (95)                                       | 32,5 (90,5)                                     | 29,4 (84,9)                                     | 26,0 (78,8)                                     | 26,0 (78,8)                                     | 30,0 (86)                                       | 34,0 (93,2)                                     | 36,0 (96,8)                                     | 35,7 (96,3)                                     | 36,0 (96,8)                                     | 36,3 (97,3)                                     |
| Средњи максимум, °C (°F)                          | 33,2 (91,8)                                     | 32,1 (89,8)                                     | 31,2 (88,2)                                     | 28,7 (83,7)                                     | 25,9 (78,6)                                     | 23,2 (73,8)                                     | 23,5 (74,3)                                     | 27,1 (80,8)                                     | 31,1 (88)                                       | 32,2 (90)                                       | 32,6 (90,7)                                     | 32,7 (90,9)                                     | 34,3 (93,7)                                     |
| Максимум, °C (°F)                                 | 28,5 (83,3)                                     | 28,0 (82,4)                                     | 26,9 (80,4)                                     | 24,1 (75,4)                                     | 21,8 (71,2)                                     | 18,9 (66)                                       | 19,5 (67,1)                                     | 22,1 (71,8)                                     | 25,5 (77,9)                                     | 26,6 (79,9)                                     | 27,0 (80,6)                                     | 28,0 (82,4)                                     | 24,7 (76,5)                                     |
| Просек, °C (°F)                                   | 22,6 (72,7)                                     | 22,1 (71,8)                                     | 21,0 (69,8)                                     | 17,9 (64,2)                                     | 14,7 (58,5)                                     | 11,5 (52,7)                                     | 11,9 (53,4)                                     | 14,7 (58,5)                                     | 18,6 (65,5)                                     | 20,1 (68,2)                                     | 21,0 (69,8)                                     | 21,9 (71,4)                                     | 18,2 (64,8)                                     |
| Минимум, °C (°F)                                  | 17,8 (64)                                       | 17,3 (63,1)                                     | 16,1 (61)                                       | 12,6 (54,7)                                     | 8,2 (46,8)                                      | 4,8 (40,6)                                      | 4,8 (40,6)                                      | 7,6 (45,7)                                      | 11,9 (53,4)                                     | 14,4 (57,9)                                     | 15,8 (60,4)                                     | 16,8 (62,2)                                     | 12,3 (54,1)                                     |
| Средњи минимум, °C (°F)                           | 14,1 (57,4)                                     | 13,7 (56,7)                                     | 11,8 (53,2)                                     | 7,6 (45,7)                                      | 3,7 (38,7)                                      | 0,7 (33,3)                                      | 0,9 (33,6)                                      | 2,7 (36,9)                                      | 5,8 (42,4)                                      | 8,9 (48)                                        | 10,9 (51,6)                                     | 12,9 (55,2)                                     | 0,1 (32,2)                                      |
| Апсолутни минимум, °C (°F)                        | 7,5 (45,5)                                      | 10,4 (50,7)                                     | 5,5 (41,9)                                      | 3,3 (37,9)                                      | −1,5 (29,3)                                     | −4,5 (23,9)                                     | −4,5 (23,9)                                     | −4,0 (24,8)                                     | −0,5 (31,1)                                     | 3,0 (37,4)                                      | 6,6 (43,9)                                      | 6,5 (43,7)                                      | −4,5 (23,9)                                     |
| Количина падавина, mm (in)                        | 135 (5,31)                                      | 76 (2,99)                                       | 79 (3,11)                                       | 54 (2,13)                                       | 13 (0,51)                                       | 7 (0,28)                                        | 3 (0,12)                                        | 5 (0,2)                                         | 20 (0,79)                                       | 73 (2,87)                                       | 100 (3,94)                                      | 108 (4,25)                                      | 673 (26,5)                                      |
| Дани са падавинама (≥ 1.0 mm)                     | 10,9                                            | 7,8                                             | 7,6                                             | 5,2                                             | 1,8                                             | 0,6                                             | 0,7                                             | 1,4                                             | 2,0                                             | 6,0                                             | 9,5                                             | 10,8                                            | 64,3                                            |
| Релативна влажност, %                             | 62                                              | 63                                              | 63                                              | 63                                              | 56                                              | 54                                              | 50                                              | 45                                              | 44                                              | 52                                              | 59                                              | 61                                              | 56                                              |
| Сунчани сати — месечни просек                     | 260,8                                           | 235,3                                           | 253,9                                           | 245,8                                           | 282,6                                           | 270,8                                           | 289,1                                           | 295,5                                           | 284,3                                           | 275,2                                           | 253,6                                           | 271,9                                           | 3.218,8                                         |
| Извор #1: NOAA, Deutscher Wetterdienst (extremes) |                                                 |                                                 |                                                 |                                                 |                                                 |                                                 |                                                 |                                                 |                                                 |                                                 |                                                 |                                                 |                                                 |
| Извор #2: South African Weather Service           |                                                 |                                                 |                                                 |                                                 |                                                 |                                                 |                                                 |                                                 |                                                 |                                                 |                                                 |                                                 |                                                 |

## Становништво
Од 2016. године урбано подручје Преторије има 2,125 милиона становника. Сам град има популацију која прелази 700.000 становника, а градско становништво прелази 2 милиона.
Према подацима из 2011. године, примарна етничка припадност била је бела, од чега је 52,5% становништва. Црни Африци чинили су 42% становништва, а након тога обојени са 2,5%, индијски или азијски са 1,9% и други са 1,2%. Ово је значајна промјена из података из 2001. године, на којој су белци били наведени као 67,7% становништва, а црни африканци чине само 24,5%. Када се узму у обзир градске популације, белци постају мањина у Преторији, иако град још увијек има највећу белу популацију у суб-Сахарској Африци.

### Етничке групе
Чак и од краја Апартхеида, сама Преторија је имала белу већину, иако са све већом црном средњом класом. Међутим, у општинама Сошангуве и Атериџевил црнци сачињавају скоро целокупну популацију. Највећа бела етничка група су Африканери, а највећа црна етничка група су Северни Соти.
Нижа процена за становништво Преторије укључује углавном бивша подручја намењена белцима, те стога постоји бела већина. Међутим, укључујући и географски одвојене општине повећава се број становника Преторије на преко милион и то чини белце мањином.
Индијцима из Преторије је наређено да се преселе из Преторије у Лаудиум 6. јуна 1958. године.
| Етничка група       | 2001 популација | 2001% | 2011 популација | 2011% |
| ------------------- | --------------- | ----- | --------------- | ----- |
| Белци               | 355.631         | 67,7% | 389.022         | 52,5% |
| Црни африканци      | 128.791         | 24.5% | 311.149         | 42,0% |
| Обојени             | 32.727          | 6,2%  | 18.514          | 2,5%  |
| Индијци или Азијати | 8.238           | 1,6%  | 14.298          | 1,9%  |
| Други               | -               | -     | 8.667           | 1,2%  |
| Укупно              | 525.387         | 100%  | 741.651         | 100%  |

## Привреда
Преторија је важан индустријски центар. Познат је за тешке индустрије које укључују ливење гвожђа и челика. Остала прерађивачка индустрија обухвата аутомобилску, гвоздену и машинску опрему. Град се састоји од седишта Јужноафричке корпорације за гвожђе и челик (ISCOR) која производи већину челика у држави.

## Партнерски градови
- Аман
- Витлејем
- Баку
- Делфт
- Кијев
- Тајпеј
- Техеран
- Вашингтон